# کوننام کولام
کوننام کولام (به انگلیسی: Kunnamkulam) یک منطقهٔ مسکونی در هند است که در بخش تریسور واقع شده‌است. کوننام کولام ۳۴٫۱۸ کیلومتر مربع مساحت و ۵۴٬۰۷۱ نفر جمعیت دارد و ۵۷ متر بالاتر از سطح دریا واقع شده‌است.